# Осока
Осокá (Carex) — рід трав'янистих багаторічних кореневищних (рідко утворює також столони) рослин родини осокових. Включає за різними класифікаціями від 1100 до 2000 видів, які ростуть у холодних та помірних країнах обох півкуль. Досить поширена в Україні та росте переважно у вологій місцевості (болота, річки).

## Опис
Стебла зазвичай трикутні, іноді круглі. Листки базальні й стеблеві, іноді все базальні, лігули присутні. Листові пластини плоскі, рідко ниткоподібні, евольвенти або округлі, завширшки зазвичай менше ніж 20 мм, якщо плоскі, то з виразною центральною жилкою. Суцвіття прикінцеві, складаються з колосків. Квіти одностатеві. Тичинкові квітки без луски; маточкові квіти з 1 лускою. Плоди двоопуклі, плоско-опуклі, або трикутні, рідше 4-кутові.
Всі види мають кореневища, хоча в деяких видів кореневища дуже короткі й непомітні. У деяких кореневища витягнуті, й рослини можуть утворювати великий трав'яний покрив. Кілька видів (напр., Carex stricta) є купинними, а деякі види, які зустрічаються на піщаних дюнах, мають кореневища, які можуть рости вертикально. У багатьох видів усі надземні пагони річні. В інших — окремі пагони можуть жити більш ніж один сезон.

## Види
В Україні зростають:
- Осока трясучковидна (Carex brizoides Juslen) — поширена і заготовляють у західному Поліссі.
- Осока парвська (Carex brevicollis DC., осока горбова, скорода) — поширена в Лісостепу.
- Осока чорнувата (Carex atrata) — в Українських Карпатах зростає у всіх високогірних районах.
- Осока двоколірна (Carex bicolor) — населяє альпійський і субальпійський пояси Чорногори.
- Осока Бігелова (Carex bigelowii) — рідкісний вид, який росте у Львівській області.
- Осока бурувата (Carex brunnescens) — В Україні єдине місце зростання знайдене на Сумщині.